# Селянська правда
«Селя́нська пра́вда» — газета. Орган ЦК КП(б)У і Центрального комітету незаможних селян. Виходила у Харкові від 1 липня 1921 року до грудня 1925 року як продовження газети «Селянська біднота» (20 березня 1920 — 30 червня 1921).
Перший місяць газета виходила щоденно, далі — тричі на тиждень.
Редактор Сергій Пилипенко, секретар Остап Вишня. Крім них, у «Селянській правді» співпрацювали інші письменники, переважно з літературної організації «Плуг» (Андрій Панів, Іван Сенченко, Петро Панч, А. Гак та інші), завдяки чому газета відіграла певну роль у поширенні української літератури на селі. Вона також пропагувала агротехнічні знання, але не витримала конкуренції з газетою «Радянське село» і з грудня 1925 року об'єдналася з нею.